# Darnel Christian
Darnel Christian (Budapest, 1948. január 11. – Budapest[forrás?], 2016. július 1.) filozófus, szerző, tréner. A magyarországi Darnel Tréning programok megteremtője. 2001-ben az Amerikai Társaság a Tudomány Előrehaladásáért tagjai közé választotta.(?)

## Életrajz
Gyermekei: Christian Donovan (1967), Darnel Dominik (1993). Felesége és több mint 20 évig munkatársa Darnelné Zimonyi Tünde.

## Munkássága
Az Egyesült Államokban a kaliforniai Los Angelesben a nyolcvanas évek elején megalapította saját tréningprogramját Creation Course címmel, mely itthon Darnel Tréningként vált ismertté.
A Darnel Tréning Magyarországon a rendszerváltás utáni első nagy létszámú, önismereti, személyiségfejlesztő tréning, melynek ezidáig több tízezer részvevője volt.
Munkáját és életszemléletét a humanista pszichológia, az ősi, távol-keleti filozófiák, a zen buddhizmus, a taoizmus napjaink nyugati emberére gyakorolt hatásai és a gyakorlatban alkalmazható modern filozófiák jellemzik.
A lingvisztika a tervek és kitűzött célok megvalósítására gyakorolt hatásának alkalmazását kifejlesztette a kommunikációs munkakörökben tevékenykedők részére.
Bebizonyította, hogy kommunikációs és motivációs technológiájával az élet legfontosabb területein, mint például az emberi kapcsolatok, a párkapcsolatok, a gyermeknevelés, a munkahelyi és tanulmányi sikerek illetve a kitűzött célok megvalósításának területén jelentős eredményeket lehet elérni.
2004-ben PhD-fokozatot szerzett. Disszertációjában a személyiségfejlesztés lehetőségeiről és hatásairól írt a rendszerváltás utáni Magyarországon.
2016. július 1-jén hosszan tartó súlyos betegség következtében elhunyt.

## Magyarul megjelent könyvei
- A Darnel tréning könyve; szerk. Kótai Márk, előszó Darnel Christian; Darnel Alapítvány, Bp., 1991
- Ha Isten azt akarta volna... Képek és gondolatok; Hunga-print, Bp., 1995
- Misztikum nélkül (is megvilágosodhatsz!) Használati utasítás az életedhez; Tericum, Bp., 1995
- Nyílt titkok benső utadon; Édesvíz, Bp., 1995 (Édesvíz zsebkönyvek)
- Zsebzen avagy A kérdések könyve; Édesvíz, Bp., 1996 (Édesvíz zsebkönyvek)
- Harc és szeretet. Aki nem fél, az egész. Ezredvégi üzenet egy szorongó világnak; Édesvíz, Bp., 1997
- Kis ló dobogása; Szaturnusz, s.l., 1997
- Férfi és nő. Az ellentétek harmóniája avagy Két nemből egy igen; Édesvíz, Bp., 1998
- Lelki feng shui avagy Útban lenni... Az önmegvalósítás könyve; SINI Kft., Bp., 1999
- Semmi gond! Gondűző gondolatok és képek; ill. a szerző; Százszorszép, Bp., 1999
- Csillagfogó. Versek ovisoknak; Százszorszép, Bp., 1999
- Te vagy Én. Érted mindent, helyetted semmit! A társkapcsolatban nincsenek áldozatok, csak önkéntesek; Százszorszép, Bp., 2001
- Mit (t)akar a nő? Megoldások könyve férfiaknak!; Százszorszép, Bp., 2002
- Misztikum nélkül. Megvilágosodás kezdőknek és haladóknak; 2. kiad.; Czibere A., Budaörs, 2004
- Persze! Képzelet vagy valóság?; Százszorszép, Bp., 2004
- Mit akar a férfi? Mi a teendő, ha a pasid... Érzelmi túlélési tippek nőknek; Brooks, Törökbálint, 2013

## Megjelent audio CD-i
- Természetes Önbizalom (Relaxáció, 2007)
- Természetes Siker (Relaxáció, 2007)
- Természetes Vonzerő (Relaxáció, 2007)
- Kulcs a működő párkapcsolatokhoz (Előadás, 2008)
- Mit (T)akar a Nő? (Hangoskönyv, 2009)

## Iskolái
Budapest, Rökk Szilárd utcai Általános iskola, 1956-tól Párizsban nevelkedik. A család hazatérte után Budapesten Kossuth Lajos Gimnázium, 1968. Hittudományi Főiskola, Buddhista tanszék, 1969. Bartók Béla Zeneművészeti Főiskola, jazz tanszak. 2004: Northwestern University filozófia-tanszék, PhD-fokozat.

## Életének fontosabb helyszínei
- 1970. Olaszország.
- 1971. Nyugat-Németországban belép az amerikai hadseregbe, fél évet szolgál itt.
- 1972-1975. Franciaországban él.
- 1975-1982 Anglia, Londonban az X-ray Specs és Wayne County együttesekben zenélt és turnézott Európa szerte.
- 1982-1988-ig Denver, Colorado (USA) majd Los Angelesben (Kalifornia) különböző motivációs, kommunikációs és pszichodinamikai tréningek beható tanulmányozása után társával megalakítják az első személyiségfejlesztő programot Breakthrough néven.
- 1986- saját tréningprogramját Creation Course néven már önállóan folytatja. Még a Hittudományi Főiskola előtt megismerkedett a zen buddhizmussal, mely iránti érdeklődése végigkísérte életútját. Ez és egyéb olvasmányok (Alan Watts, Werner Erhardt, Maxwell Maltz, Milton Ericson) alapozták meg személyiségfejlesztő tréningjei létrehozását. (Már gyermekkorában – apja műfordító és könyvtáros lévén – különös érdeklődést tanúsított a filozófiai és pszichológiai könyvek iránt, a nehezen hozzáférhető példányokat – focizás helyett – az Országos Széchényi Könyvtárban olvasgatta.)
- 1988-ban Magyarországra költözve feleségül vette gyermekkori szerelmét és decemberben megtartotta első itthoni tréningjét Miskolcon.
- 1989 februárjában Budapesten már több száz fős tréningek indultak.

A Darnel Tréningként ismertté vált személyiségfejlesztő és önismereti programjai célja a hatékonyabb kommunikáció az emberi kapcsolatokban, az önbizalom, magabiztosság megteremtése a kitűzött célok sikeres megvalósítása.
1989-ben létrehozta a ma is működő Darnel Oktatási Programokat. Jelenleg a szomszédos országok magyarlakta területein is tart személyiségfejlesztő tréningeket. Karitatív alapon tartott tréningeket a Váci Fegyházban, a kalocsai női Börtönben, a Rendőrtiszti Főiskolán, valamint munkanélkülieknek és véradóknak a Népjóléti Minisztérium támogatásával.
1998-tól szerepel az amerikai Who’s Who in the World lexikonban, ahová Jimmy Carter volt amerikai elnök ajánlása révén került be, akivel volt alkalma találkozni annak magyarországi látogatása során.

## Róla szóló művek
- Benke Péter: Isten menedzsere voltam avagy Mitől működik a Darnel tréning; magánkiadás, Bp., 1991
- Vermes Éva: Terád vártál. A Darnel tréning csodája; Darnel Alapítvány, Bp., 1991